# Tsugaruite
La tsugaruite è un minerale.

## Etimologia
Il nome deriva dalla località giapponese di rinvenimento degli esemplari: nell'area distrettuale di Minami-Tsugara-gun, nella prefettura di Aomori.